# Ludwig Arnold (Mathematiker)

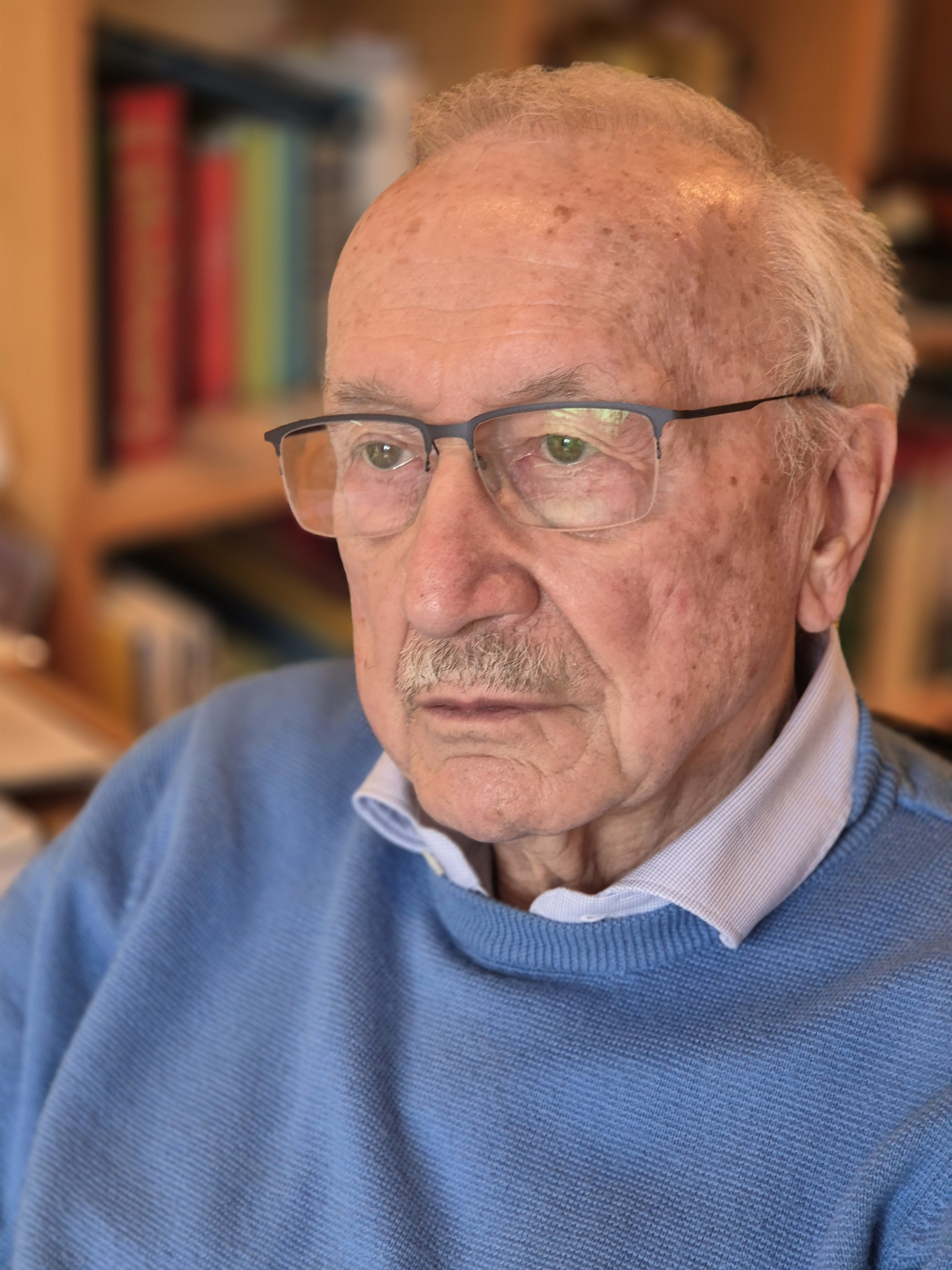
Ludwig Arnold (2024)

Ludwig Arnold (* 1937 in Effelder) ist ein deutscher Mathematiker und Hochschullehrer.

## Ausbildung und Beruf
Arnold studierte an der Universität Stuttgart Mathematik. Er schloss sein Studium 1962 mit dem Diplom ab. 1965 promovierte er dort bei Walter Knödel und Bodo Volkmann mit einer Arbeit zum Thema Über die Konvergenz einer zufälligen Potenzreihe. 1969 habilitierte er sich ebenda mit einer Arbeit zum Thema Zur asymptotischen Verteilung der Eigenwerte zufälliger Matrizen. Von Anfang der 1970er Jahre bis zu seiner Emeritierung Anfang des 21. Jahrhunderts war Arnold Professor für Mathematik und Informatik, Institut für Dynamische Systeme an der Universität Bremen.

## Forschungsinteressen
Arnold forscht auf dem Gebiet der Wahrscheinlichkeitstheorie und der Statistik. Sein Spezialgebiet sind dynamische Systeme.
Arnold war Antragsteller und beteiligter Wissenschaftler für folgende von der Deutschen Forschungsgemeinschaft (DFG) geförderte Projekte:
- 1997–2002: Evolutionärer Formalismus
- 1997–2004: Dynamik unendlichdimensionaler stochastischer Systeme
- 2001–2004: Modellierung von Schiffsbewegungen durch zufällige dynamische Systeme[8]

Arnold hat mehr als 50 Publikationen verfasst. Sein h-Index liegt bei 22. Er betreute mehr als 30 Doktoranden, von denen sieben ebenfalls Professoren wurden.

## Veröffentlichungen (Auswahl)
- Mit anderen: Dynamical Systems: Lectures given at the 2nd Session of the Centro Internazionale Matematico Estivo (C.I.M.E.) held in Montecatini Terme, Italy, 2009, Springer, ISBN 978-3540600473
- Random Dynamical Systems, 1998, Springer,  ISBN 978-3540637585
- Mit anderen, als Herausgeber: Lyapunov exponents: proceedings of a conference held in Oberwolfach, 1990, Springer, ISBN 978-3-540-54662-7
- Mit anderen, als Herausgeber: Lyapunov exponents: proceedings of a workshop held in Bremen, 1986, Springer, ISBN  	978-3-540-16458-6
- Mit anderen, als Herausgeber: Stochastic nonlinear systems in physics, chemistry, and biology : proceedings of the workshop, Bielefeld, 1981, Springer, ISBN 978-3-540-10713-2